# 兴溓书院
兴溓书院，位于中国广东省云浮市罗定市罗城镇龙头岗1号，为罗定市文物保护单位，类型为古建筑，公布时间为1994年6月8日。
兴溓书院的历史年代为清代。